# 张崇德 (清涧)
张崇德（1915年11月—1995年10月），曾用名骆宏勋，陕西省清涧县解家沟乡张家川村人，中华人民共和国政治人物。

## 生平

### 抗日战争
1932年冬，在陕北清涧县参加革命，历任陕北苏区赤卫队侦察员、交通员、经济员，清涧县苏维埃政府教育部长等职。1935年秋，加入中国共产党。是年冬，中央红军长征抵达陕北后，被派往中央党校学习。1936年4月，分配到延川县工作。之后至1944年9月，历任延川县工委、安塞县工委、高桥工委常委、书记，红29军政治部科长，志丹县县委、安塞县委常委、统战部长、宣传部长，延安市委常委、宣传部长；二边地委统战部长、宣传部长。中央党校五部、三部、一部组织干事、支部书记等职。

### 第二次国共内战
1944年9月，随王震359旅南下，担任团政委，后相继担任太岳军区，任干校政治部副主任、主任，太岳军区汾南支队政委、新绎县委书记，新四军第五师第15旅政治部科长，西北民主联军第三十八军第55师政治部副主任兼组织科长等职。
1947年8月，张崇德所在的38军55师随陈谢大军挺进豫西。不久，四纵十二旅占领卢氏县城，张崇德担任县委副书记（宋川兼任书记）。不久，宋川调回地委，张崇德接任卢氏县委书记。1947年12月，他在卢氏县五里川组建了中共卢(氏)、洛(南)、商(南)工作委员会和游击支队，并担任工委书记兼卢洛商游击支队政委等。之后负责长期的治安与剿匪运动。

### 共和国成立后
1951年7月，张崇德调离卢氏县委，历任陕州地委常委、部长，陕县工委书记，洛阳地委常委、统战部长等职。1954年9月，调水利电力部门工作，历任水利部黄委会测验处、水文处处长，水电部西北勘测设计院党委委员、副院长等职。
文化大革命期间，到冲击迫害。1976年6月恢复工作，任甘肃省水电局兰州电力修造厂厂长、书记。1979年8月，水电部西北勘测设计院恢复建院，他又重新担任副院长。1983年12月离休。